# Zsombor Piros
Zsombor Piros (* 13. Oktober 1999 in Budapest) ist ein ungarischer Tennisspieler.

## Karriere

### 2014–2017: Junioren
Zsombor Piros spielte von 2014 bis 2017 auf der ITF Junior Tour. Seinen größten Erfolg erreichte er bei den Australian Open 2017, wo er – an Position 15 gesetzt – ohne Satzverlust ins Finale kam und mit 4:6, 6:4, 6:3 gegen den an Nr. 4 gesetzten Yshai Oliel den Titel gewann. Zuvor hatte Piros noch kein Match im Hauptfeld eines Junioren-Grand-Slams gewinnen können. Nach Márton Fucsovics war er der zweite männliche Sieger eines Junior-Grand-Slams aus Ungarn. Wenige Monate später gewann er an der Seite von Nicola Kuhn den Doppeltitel der French Open. Nachdem er bereits im August 2016 bei den U18-Junioren-Europameisterschaften eine Bronzemedaille im Team gewonnen hatte, gewann er Ende Juli 2017 die Goldmedaille im Einzel und mit Fábián Marozsán die Bronzemedaille im Doppel.
Seine höchste Position in der Junior-Weltrangliste erreichte Piros im September desselben Jahres mit Rang 3.

### Ab 2017: Profitour
Auf der Profi-Tour trat Piros bis 2017 nur auf der drittklassigen ITF Future Tour in Erscheinung. Seinen ersten Auftritt auf der höher dotierten ATP Challenger Tour hatte er 2017 in seiner Heimatstadt Budapest, wo er per Wildcard direkt im Hauptfeld starten konnte und – trotz eines mit 6:0 gewonnenen ersten Satzes – in drei Sätzen Edward Corrie unterlag. In der zweiten Jahreshälfte gelangen ihm die zwei ersten Finaleinzüge bei Futures, sodass er das Jahr auf Rang 626 der Weltrangliste abschließen konnte. Auf nationaler Ebene gewann er Anfang Oktober die Ungarischen Meisterschaften mit einem Viersatzsieg gegen Máté Valkusz.
Zu Beginn des Jahres 2018 kämpfte Piros sich beim Challenger in Nouméa durch die Qualifikation und gewann in der Hauptrunde überraschend gegen den Top-100-Spieler und Setzlistenersten Julien Benneteau, ehe er im Achtelfinale Noah Rubin unterlag. Als Juniorensieger des Vorjahres erhielt er eine Wildcard für die Qualifikation der Australian Open, wo er die erste Runde gegen Facundo Bagnis in drei Sätzen gewann, in der zweiten Runde aber gegen Björn Fratangelo ausschied. Im Februar wurde er erstmals in die ungarische Davis-Cup-Mannschaft berufen und gewann das unbedeutende letzte Einzel gegen Julien Cagnina. Seine Premiere auf der ATP World Tour feierte er erneut in seiner Heimat dank einer Wildcard – im April bei den Gazprom Hungarian Open, wo er gegen Michail Juschny mit 3:6, 3:6 in der ersten Runde verlor. Im Juli gewann er dann in Ungarn sein erstes Future-Turnier und erreichte Anfang August mit dem 378. Platz in der Weltrangliste seine bisherige Höchstposition. Im September besiegte er in der Relegation des Davis Cup in fünf Sätzen Jiří Veselý, verlor aber in drei Sätzen gegen Lukáš Rosol. Auf der Challenger-Tour konnte Piros sich bis zum Ende des Jahres dann bei einigen Turnieren erfolgreich fürs Hauptfeld qualifizieren und sich in der Weltrangliste bis auf Platz 338 verbessern.
Bis zum August 2019 konnte Piros dieses Niveau in etwa halten, seine besten Ergebnisse waren ein Viertelfinale bei einem Future und erstmals die dritte Runde beim Challenger von Ostrava. Im August erreichte er dann zunächst das Viertelfinale und eine Woche später das Halbfinale zweier italienischer Challenger-Turniere. Unter anderem durch eine veränderte Berechnung der Weltrangliste ab August 2019 erreichte er damit jedoch keine neue Bestplatzierung mehr und beendete das Jahr wieder außerhalb der Top 400. Zu Beginn des Jahres 2020 gewann er in Antalya seinen zweiten Future-Titel, bestritt in dieser aufgrund der COVID-19-Pandemie verkürzten Saison aber ansonsten kaum noch Turniere.
Im Jahr 2021 trat Piros dann wieder regelmäßig auf der Future-Tour an und erreichte bis Anfang Oktober bei acht Turnieren das Halbfinale, wovon er in der zweiten Jahreshälfte drei Turniere gewinnen konnte. Dadurch verbesserte er sich in der Weltrangliste wieder so weit, dass er in der Qualifikation bei Challenger-Turnieren antreten konnte. Beim dritten Turnier Mitte November in Bratislava kam er dabei erstmals ins Finale dieser Turnierkategorie und erreichte mit Platz 282 erstmals die Top 300 der Weltrangliste. Seine beiden größten Siege gelangen ihm aber im Rahmen des Davis Cup 2020/21, wo er – jeweils nach verlorenem ersten Satz – seine beiden Gruppenspiele gegen den Australier John Millman und den Kroaten Marin Čilić in drei Sätzen gewinnen konnte.

## Erfolge
| Legende (Anzahl der Siege) |
| Grand Slam                 |
| ATP Finals                 |
| ATP Tour Masters 1000      |
| ATP Tour 500               |
| ATP Tour 250               |
| ATP Challenger Tour (7)    |

### Einzel

#### Turniersiege
| Nr. | Datum            | Turnier   | Belag         | Finalgegner           | Ergebnis      |
| --- | ---------------- | --------- | ------------- | --------------------- | ------------- |
| 1.  | 24. Juli 2022    | Tampere   | Sand          | Harold Mayot          | 6:2, 1:6, 6:4 |
| 2.  | 9. Oktober 2022  | Gwangju   | Hartplatz     | Emilio Gómez          | 6:2, 6:4      |
| 3.  | 16. April 2023   | Split     | Sand          | Norbert Gombos        | 7:62, 7:69    |
| 4.  | 23. April 2023   | Oeiras    | Sand          | Juan Manuel Cerúndolo | 6:3, 6:4      |
| 5.  | 18. Februar 2024 | Cherbourg | Hartplatz (i) | Matteo Martineau      | 6:3, 6:4      |
| 6.  | 4. Mai 2025      | Ostrava   | Sand          | Hady Habib            | 6:3, 6:2      |
| 7.  | 17. Mai 2025     | Tunis     | Sand          | Titouan Droguet       | 7:5, 7:63     |